# Nogometni klub Šparta Beli Manastir
Il Nogometni klub Šparta Beli Manastir, meglio noto come Šparta Beli Manastir, è una società calcistica croata con sede nella città di Beli Manastir.

## Storia
Fondato il 5 novembre 1924 a Beli Manastir, l'assemblea costitutiva del club fu organizzata da Živko Mrvoš e Jovan Kovačević nella locanda Vardar, e ne fecero parte i lavoratori della latteria e della fabbrica di zucchero di Belje. Su proposta di Josip Čizmar, il club venne unanimemente chiamato Šparta, in onore dell'allora molto popolare Sparta Praga. Negli anni successivi, il club cambiò ben sei sedi dove disputava le partite, fino a quando il proprietario terriero Đuro Lang, che possedeva anche un hotel e un mulino nelle vicinanze, offrì un campo da gioco che, dopo poco, passò in proprietà al club.
Il successo più grande della storia del club risale all'8 luglio 1963, quando lo Šparta, come campione della Slavonska zona, concluse con successo le qualificazioni e per la prima volta ottenne la promozione in 2. savezna liga Ovest. Nel primo turno di qualificazione eliminò il Jadran Kaštel Sućurac con i risultati di 3-0 e 0-0, per poi perdere la finale nazionale contro il NK Zagabria (1-3 e 0-2). Nella fase finale delle qualificazioni affrontò il NK Lubiana. A Beli Manastir il risultato fu 4-2 per lo Šparta, mentre a Lubiana terminò 1-1, garantendo così allo Šparta l'accesso alla 2. savezna liga Ovest come club di una delle città più piccole dell'ex Jugoslavia (3500 abitanti circa). Tale successo rappresenta il più grande risultato per una squadra sportiva della Baranja. 
L'inizio della guerra d'indipendenza croata, durante l'occupazione serba della Baranja, rese il club oggetto di controversie, poiché disputò il campionato dell'autoproclamata Repubblica Serba di Krajina, nella quale vinse la seconda edizione in finale contro il NK Banija Glina, fino ad entrare in una sorta di ibernazione nel 1998.
Dopo 16 lunghi anni, grazie a un gruppo di appassionati di calcio, il club fu riattivato. L'assemblea elettiva del club si tenne il 4 aprile 2014 nella grande sala del consiglio comunale di Beli Manastir, e in quell'occasione fu nominata una nuova dirigenza del club. Il club dovette ripartire dal livello più basso, la 3. ŽNL Osječko-baranjska, in cui nella stagione 2014-2015 si classificò decimo. Nella stagione 2016-2017 il club ottenne la promozione in 2. ŽNL Osječko-baranjska.